# Signaling System 7
Signaling System 7 (ang. Common Channel Signaling System No. 7 – SS7, CCS7 lub C7) – zbiór protokołów stosowanych w sieciach telekomunikacyjnych. Architektura systemu sygnalizacji została określona przez CCITT w 1981 i zdefiniowana jest w zaleceniach ITU-T serii Q.7xx.
Standard SS7 identyfikuje i określa, jaką funkcjonalność musi posiadać cyfrowa sieć sygnalizacyjna oraz jakich protokołów należy użyć, aby umożliwić jej poprawne działanie. Możliwe jest także tworzenie wariantów (rozszerzeń), takich jak standard ETSI lub ANSI. System sygnalizacji SS7 jest szeroko wykorzystywany w sieciach telekomunikacyjnych, zarówno w sieciach PSTN jak i GSM.

## Funkcjonalność SS7
- funkcjonalność podstawowa: zestawianie, rozłączanie, taryfikacja oraz zarządzanie połączeniami,
- funkcjonalność sieci komórkowych:
  - roaming,
  - uwierzytelnianie użytkownika mobilnego
- funkcjonalność sieci inteligentnych (IN – Intelligent Networks):
  - połączenia bezpłatne (np. 0-800),
  - teległosowanie (np. 0-707),
  - odtwarzanie zapowiedzi słownych,
  - przekierowywanie połączeń,
  - wirtualne sieci wydzielone (VPN – Virtual Private Networks, np. 0-806),
  - identyfikacja abonenta dzwoniącego CLIP (prezentacja nazwy/numeru),
  - poczta głosowa

## Cyfrowa sieć sygnalizacyjna
Zdefiniowana została cyfrowa sieć sygnalizacyjna, w której węzłami są punkty sygnalizacyjne połączone łączami sygnalizacyjnymi. Za pomocą tej sieci, węzły sieci sygnalizacyjnej (PSTN – Public Switched Telephone Network, lub PLMN – Public Land Mobile Network) wymieniają informacje sygnalizacyjne, umożliwiające sterowanie połączeniami telefonicznymi.
Łącza sygnalizacyjne są tworzone na podstawie dupleksowe kanały cyfrowe o przepustowości 64 kb/s (choć dopuszcza się łącza o innych przepływnościach). Łącza te służą tylko i wyłącznie do przesyłania danych sygnalizacyjnych, stąd też ten typ sygnalizacji określany jest jako sygnalizacja wydzielona lub pozapasmowa ('out-of-band'). Przeciwieństwem jej jest sygnalizacja wewnątrzpasmowa ('in-band', np. R2), która wykorzystuje kanały rozmówne. Sygnalizacja wydzielona posiada szereg zalet:
- rozdzielenie kanałów rozmównych i sygnalizacyjnych,
- możliwość korzystania z sygnalizacji podczas trwania połączenia (a nie tylko przy zestawianiu połączenia i rozłączaniu),
- możliwość komunikacji z węzłami sieciowymi nie posiadającymi kanałów rozmównych (np. bazy danych) – fundamentalna w sieciach inteligentnych

## Architektura sieci
System sygnalizacji SS7 jest zorganizowany warstwowo, podobnie jak model OSI. Istnieją cztery warstwy tej sieci, które odpowiadają siedmiu warstwom modeli ISO/OSI. Trzy pierwsze warstwy tej sieci to:
- łącze sygnalizacyjne
- przęsło sygnalizacyjne
- sieć sygnalizacyjna

Pierwsze trzy warstwy tworzą część transferu wiadomości MTP (Message Transfer Part). Związane są z niezawodnością transmisji i rozdziałem wiadomości sygnalizacyjnej pomiędzy punktami sygnalizacyjnymi SS7. Łącze sygnalizacyjne (Signaling Data Link) odpowiada warstwie fizycznej modelu ISO/OSI, więc określa ona fizyczne parametry łącza pomiędzy punktami sygnalizacyjnymi a sąsiadującymi punktami transferu danych. Przęsło sygnalizacyjne odpowiada za zarządzanie sposobami wymiany informacji za pomocą szeregowania wiadomości. Wiadomości mają przypisane szeregowe wartości i ponumerowane sekwencje oraz posiadają detekcję błędów w odebranych pakietach. Warstwa trzecia – sieć sygnalizacyjna zajmuje się dystrybucją wiadomości pomiędzy punktami sygnalizacyjnymi w sieci sygnalizacyjnej. MTP wraz z częścią sterującą połączeniami sygnalizacyjnymi SCCP (Signaling Connection Control Part) stanowią część usługową sieci Network Service Part i odpowiadają za zestawienia połączeń sygnalizacyjnych.

## Adresacja węzłów
Jak w każdej innej sieci, także w sieci SS7 każdy węzeł musi posiadać jednoznacznie go identyfikujący adres, określany także jako kod punktu (ang. Signaling Point Code – SPC). Adresy punktów źródłowych (OPC – Originating Point Code) i docelowych (DPC – Destination Point Code) są przesyłane w nagłówku każdej z wiadomości.
Adres w sieci SS7 ma, według standardów ITU-T, długość 14 bitów i jest unikatowy w danej sieci sygnalizacyjnej (NAT0, NAT1, INAT0 lub INAT1).

## Bezpieczeństwo
SS7 jest znany z tego, że jest potencjalnym źródłem ataku hakerów, z powodu słabego zabezpieczenia protokółu. Istnieje możliwość przechwytywania wiadomości czy rozmów telefonicznych, a także ustalenie lokalizacji danego urządzenia, bez użycia GPS. Podatność została odkryta po raz pierwszy przez naukowców i zaprezentowane na konferencji Chaos Communication Congress Hacker Conference, 2014 w Hamburgu.